# テックファーム
テックファーム株式会社（Techfirm, Inc.）は、東京都新宿区に本社を置くITサービス企業。
コンサルティング・設計・開発から保守・運用までワンストップサービスを売りにしている。
本記事では同社の親会社で、持株会社であるテックファームホールディングス株式会社（東京証券取引所グロース市場に上場）についても扱う。

## 事業内容
- 業務支援向けシステムソリューションの開発・運用・保守
- スマホ、タブレットやPC等インターネットを活用したマーケティングソリューションの開発・運用・保守
- システム・サービスコンサルティング
- サーバ・ネットワークインテグレーション
- 自社プロダクトの開発及びサービス提供
- モバイル広告

## 主要株主
（2018年6月現在、個人除く）
- 株式会社TOKAIコミュニケーションズ 638,000株 8.63%
- 株式会社読売新聞東京本社 264,000株 3.57%
- 株式会社ミライト 200,000株 2.70%

## 沿革
- 1991年8月 - 東京都渋谷区にイベント企画・運営を主たる事業目的として、株式会社ジー・エム・エス・ジャパン（資本金10,000千円）を設立。
- 1998年
  - 1月 - テックファーム株式会社に改組（テックファーム創業）。システムコンサルティング・システム開発等の事業を開始。
  - 9月 - 表参道から渋谷にオフィスを移転。
- 2001年6月 - 第三者割当増資により1億4,000万円に増資（増資引き受け先は、ドコモ・ドットコム、電通ドットコム、インテックグループ各社など）。
- 2003年10月 - 株式会社NTTドコモとソリューションパートナー契約を締結。
- 2004年
  - 10月 - フェリカネットワークス株式会社とパートナーシッププログラム契約を締結。
  - 11月 - ビットワレット株式会社と、Edy認定ソリューションパートナーを締結。
- 2005年
  - 4月 - ISMS認証基準（Ver.2.0）の認定を取得。
  - 7月 - KDDI株式会社とソリューションパートナー契約を締結。
- 2008年
  - 3月 - 大阪証券取引所ヘラクレス市場（現・ジャスダック）上場。
  - 8月 - フェリカネットワークス株式会社の「ソリューションゴールドパートナー」に認定。
- 2009年8月 - トランスコスモス株式会社と業務提携。
- 2010年11月 - 渋谷から東新宿にオフィスを移転。
- 2011年5月 - 日本金銭機械株式会社の米国子会社JCM AMERICAN CORP.と業務提携。
- 2012年4月 - 株式会社サイバードよりモバイルソリューション事業を譲受。
- 2013年10月 - 西新宿にオフィスを移転。株式会社TOKAIコミュニケーションズと資本・業務提携[3]。株式会社エクシングと資本・業務提携[4]。
- 2015年
  - 3月 - 株式会社EBEを子会社化。
  - 7月 - 持株会社体制に移行。テックファームホールディングス株式会社に商号変更するとともに、新設分割で事業会社の（新）テックファーム株式会社を設立[5]。
- 2016年10月 - 株式会社三輝と合弁で株式会社サンキテックを設立。
- 2017年
  - 2月 - 米国子会社Techfirm USA Inc.を設立。
  - 8月 - 株式会社We Agri（旧・ジャパン・アグリゲート）と資本・業務提携。
- 2018年11月 - Inventus Indiaと業務提携。
- 2019年
  - 3月 - 株式会社We Agriを子会社化。
  - 7月 - 株式会社ギャラクシーズと資本業務提携。